# Paolo Belli
Paolo Belli (Formigine, 21 marzo 1962) è un cantautore e conduttore televisivo italiano.

## Carriera
Nel 1983 è fondatore del gruppo musicale Ladri di Biciclette (in omaggio all'omonimo film di Vittorio De Sica), rimanendone il leader fino al 1991, quando sceglie la carriera da solista.
Come membro dei Ladri di Biciclette, nel 1989 partecipa al Festival di Sanremo (ritornandovi nel 1991), vince il DiscoVerde al Festivalbar 1989 con Dr. Jazz e Mr. Funk e, vendendo più di 100 000 copie dell'album, si aggiudica il Disco d'Oro. Vince il Festivalbar nell'edizione del 1990 grazie alla canzone da lui composta assieme ad Enrico Prandi Sotto questo sole, interpretata con Francesco Baccini, e aggiudicandosi il Telegatto come gruppo rivelazione dell'anno.
È un tifoso della Juventus, e nel 2007 ha cantato e riarrangiato Juve (storia di un grande amore), inno usato dalla stessa squadra di calcio a partire da quell'anno.
Nel 2009 partecipa per la terza volta al Festival di Sanremo in trio con Pupo e Youssou N'Dour con la canzone L'opportunità.
Nel 2020 canta in duetto con Franco Simone la canzone Come gira il mondo scritta da Simone appositamente per lui.
Nel 2023, in occasione della XXII Giornata Nazionale del Sollievo, riceve il premio "Fabrizio Frizzi - l'Arte del Sollievo", promosso dall'Associazione Nazionale Gigi Ghirotti, per il lungo e attivo percorso nel sociale.

### Carriera televisiva

Paolo Belli, primo a sinistra, con Matilde Brandi, Giorgio Panariello e Anna Oxa, alla presentazione della seconda edizione di Torno sabato (2001)

Paolo Belli è dal 2000 co-conduttore di due programmi televisivi del sabato sera di Rai 1, Torno Sabato (condotto da Giorgio Panariello, dal 2000 al 2003) e dal 2005 Ballando con le stelle (condotto da Milly Carlucci), nei quali cura anche le sigle.
Fino al 2016 ha condotto con Marino Bartoletti Si Gira (in onda su Rai Sport, Rai Sport 2 e Rai 3), trasmissione itinerante del mattino significativamente ambientata nel "Bar Toletti". Ha cantato numerose canzoni per il Giro d'Italia. Una di queste è Faccio festa, scritta da Vittorio Sessa Vitali per il testo, mentre la musica è stata composta da Corrado Castellari con Peppe Cubeta, leader della band Qbeta, con la quale Paolo Belli ha inciso il brano, inserito nell'album Giovani e Belli.
Il 19 febbraio 2011 è stato ospite della serata finale del 61º Festival di Sanremo insieme a Milly Carlucci e ai maestri di ballo di Ballando con le stelle.
Il 6 giugno 2011 partecipa al Premio Barocco in diretta da Gallipoli e condotto da Fabrizio Frizzi.
Nel 2012 segue Milly Carlucci nello spin-off di Ballando con le stelle, Ballando con te, come co-conduttore con Ria Antōniou.
Nel 2013 co-conduce Ballando con le stelle 9 e Telethon al fianco di Fabrizio Frizzi.
Nel 2016 ha fatto parte della giuria italiana all'Eurovision Song Contest.
Dal 2017 al 2019 è stato presidente della nazionale italiana cantanti.
Dal 2016 conduce le puntate speciali dello Zecchino d'Oro in onda in occasione della Vigilia di Natale e della Mattina di Natale.

### Teatro
Belli non ha mai nascosto il proprio grande amore per il teatro, prima con Dillo con un Bacio, poi con Pur di fare Musica e Pur di Far Commedia (spettacolo tuttora in scena), sit-com musicali scritte e dirette da Alberto Di Risio, portate in scena nei teatri di tutta Italia con grande successo di critica e pubblico e con diversi sold out all'attivo.

## Discografia

### Con i Ladri di Biciclette

#### Album
- 1989 - Ladri di Biciclette
- 1991 - Figli di un do minore

### Da solista

#### Album
- 1993 - Paolo Belli & Rhythm Machine
- 1994 - Solo
- 1997 - Negro
- 1999 - A me mi piace... lo swing (live)
- 2000 - Belli dentro
- 2001 - Belli... e pupe
- 2003 - I+Belli di... Paolo
- 2003 - Sorridi... e va avanti
- 2005 - Belli... in smoking
- 2006 - Più Belli di così
- 2006 - Dillo con un bacio
- 2007 - Juve (storia di un grande amore)
- 2009 - 20 anni
- 2011 - Giovani e Belli
- 2013 - Sangue Blues
- 2014 - ...e fuori nevica
- 2022 - The best of
- 2022 - La Musica che ci gira intorno

#### Singoli
- 1985 - Sabato jazz
- 1989 - Ladri di Biciclette
- 1989 - Dr Jazz e Mr.Funk
- 1989 - Givin up
- 1990 - Sotto questo sole con (Francesco Baccini)
- 1991 - Sbatti ben su del be bop
- 1991 - Ci vuol del Groove
- 1993 - Una grande anima
- 1993 - Intanto gira e va
- 2007 - Juve (storia di un grande amore)
- 2008 - Io sono un gigolò
- 2009 - L'opportunità con (Pupo ed Youssou N'Dour)
- 2009 - Una piccola bestia di razza di cane
- 2011 - Storie con il Trio Medusa
- 2011 - Faccio festa (con i Qbeta)
- 2012 - Com'è com'è
- 2013 - Un mondo perfetto
- 2013 - Senti che Rombombom
- 2014 - Rido (con Loretta Grace)
- 2019 - Sei il mio giorno di sole
- 2020 - Fuori la paura (con i Nomadi)
- 2020 - Ci baciamo tutta la notte (Funkystyle)
- 2021 - Siamo la fine del mondo
- 2021 - Natale
- 2022 - L'italiano
- 2022 - Parlare con i limoni
- 2024 - Ho voglia di ballare (Funky Style)

#### Colonne sonore
- 1990 - Evelina e i suoi figli
- 2000 - Al momento giusto
- 2014 - E fuori nevica

## Televisione
- Torno sabato (Rai 1, 2000-2004)
- Ballando con le stelle (Rai 1, 2005-2007, 2009-2014, dal 2016)
  - Ballando con te (Rai 1, 2012)
  - Sognando... Ballando con le stelle (Rai 1, 2025)
- Uomo e gentiluomo (Rai 1, 2008)
- Telethon (Rai 1, Rai 2, Rai 3, dal 2006)
- Concerto del Primo Maggio (Rai 3, 2009-2010)
- Teniamo botta! (Radio Bruno TV, 2012)
- Techetechete' (Rai 1, 2015) Puntata 72
- L'attesa (Rai 1, 2016-2021)
- Lo Zecchino di Natale (Rai 1, 2016-2023)
- Zecchino d'oro  - La magia della Vigilia (Rai 1, 2024)
- Zecchino d'oro - La festa del Natale (Rai 1, 2024)